# Паскаль Стрейк
Паскаль Стрейк (нід. Pascal Struijk, нар. 11 серпня 1999, Дерне) — нідерландський футболіст, захисник англійського «Лідс Юнайтед». Грав за юнацьку збірну Нідерландів.

## Клубна кар'єра
Народився 11 серпня 1999 року в Дерне. Вихованець юнацьких команд футбольних клубів «АДО Ден Гаг» та «Аякс», а 2018 року перейшов до академії англійського «Лідс Юнайтед».
У дорослому футболі дебютував 2019 року виступами за головну команду «Лідс Юнайтед».

## Виступи за збірну
2016 року провів три гри у складі юнацької збірної Нідерландів (U-17).

## Статистика виступів

### Статистика клубних виступів
Станом на 23 травня 2021
| Сезон                    | Команда                  | Чемпіонат                | Чемпіонат | Чемпіонат | Національний кубок | Національний кубок | Національний кубок | Континентальні кубки | Континентальні кубки | Континентальні кубки | Інші змагання | Інші змагання | Інші змагання | Усього | Усього |
| Сезон                    | Команда                  | Ліга                     | Ігор      | Голів     | Ліга               | Ігор               | Голів              | Ліга                 | Ігор                 | Голів                | Ліга          | Ігор          | Голів         | Ігор   | Голів  |
| ------------------------ | ------------------------ | ------------------------ | --------- | --------- | ------------------ | ------------------ | ------------------ | -------------------- | -------------------- | -------------------- | ------------- | ------------- | ------------- | ------ | ------ |
| 2019–20                  | «Лідс Юнайтед»           | ЧФЛ                      | 5         | 0         | КА+КЛ              | 0                  | 0                  |                      | -                    | -                    |               | -             | -             | 5      | 0      |
| 2020–21                  | «Лідс Юнайтед»           | ПЛ                       | 26        | 1         | КА+КЛ              | 1+1                | 0                  |                      | -                    | -                    |               | -             | -             | 28     | 1      |
| Усього за «Лідс Юнайтед» | Усього за «Лідс Юнайтед» | Усього за «Лідс Юнайтед» | 31        | 1         |                    | 2                  | 0                  |                      | -                    | -                    |               | -             | -             | 33     | 1      |
| Усього за кар'єру        | Усього за кар'єру        | Усього за кар'єру        | 33        | 1         |                    | 2                  | 0                  |                      | -                    | -                    |               | -             | -             | 33     | 1      |